# Christine Elliott
Christine Elliott, née le 13 avril 1955 à Oshawa, est une femme politique ontarienne.

## Biographie

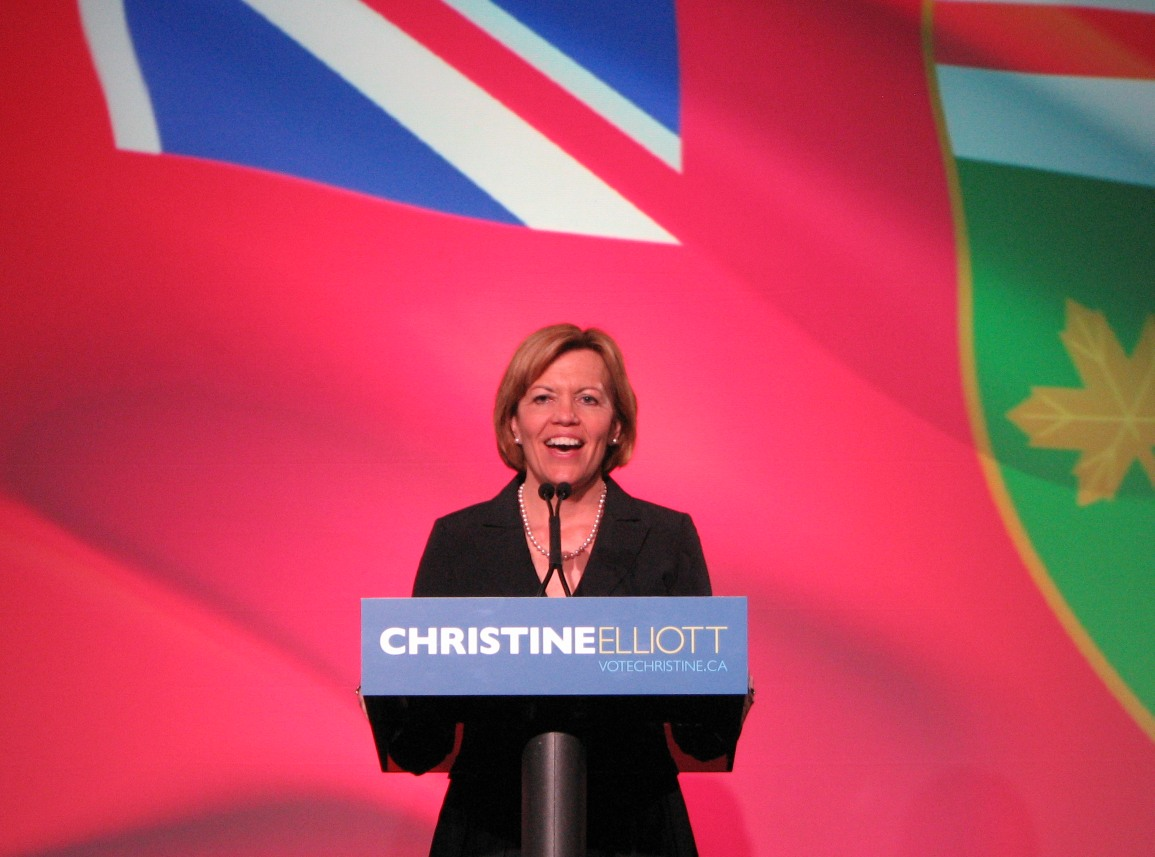
En 2009

De 2018 à 2022, elle est vice-première ministre et ministre de la Santé de l'Ontario.